# 副軸

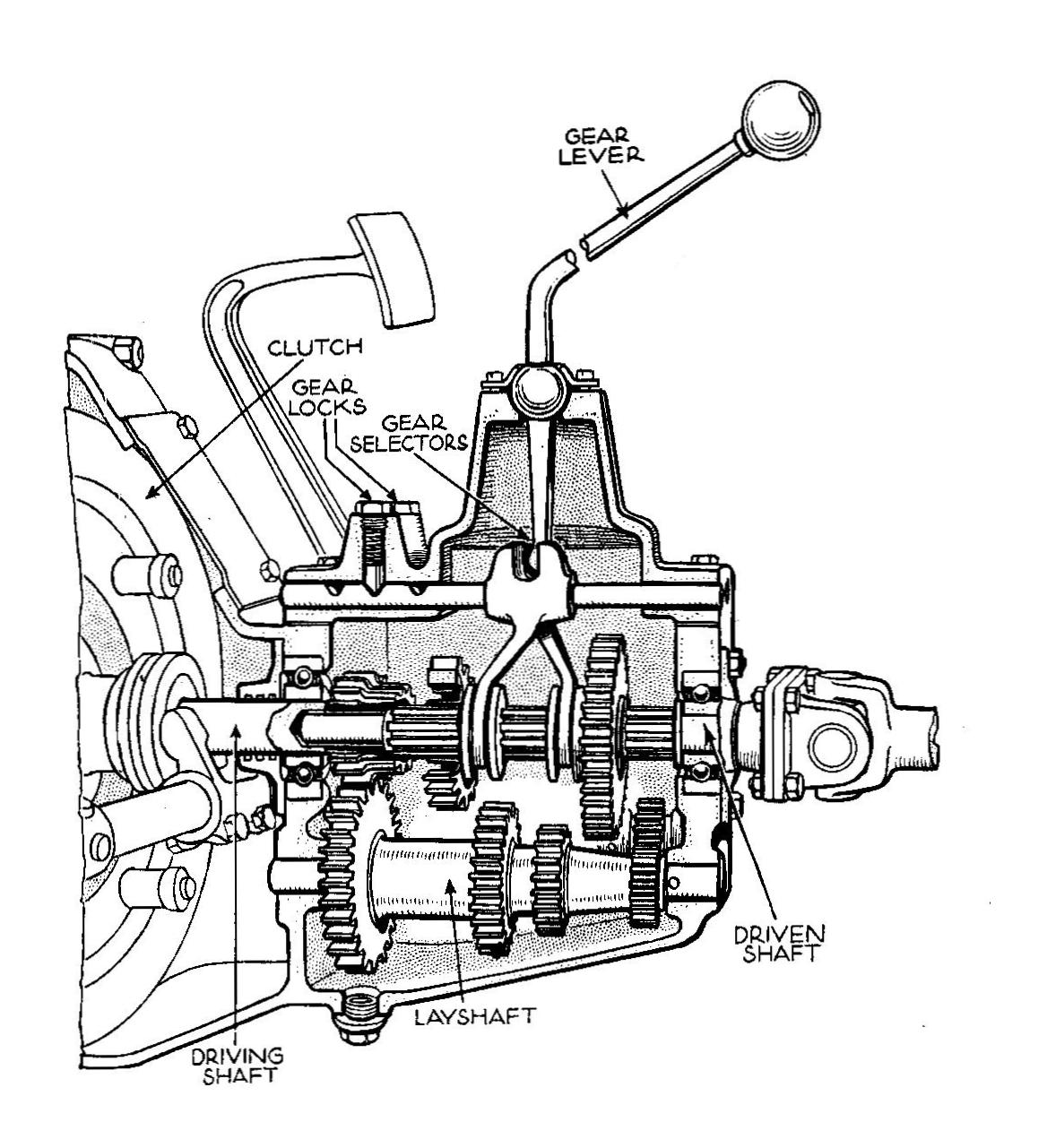
フォード・モデルC（テン）の3速手動'クラッシュ'ギアボックスの断面図、1935年

副軸（ふくじく、英語: layshaft）は歯車を保持する変速機内部の中間軸で、入力軸と歯車で噛み合って、逆回転している軸（カウンターシャフト）のうち、出力軸ではないもの。副軸は後輪駆動レイアウトの自動車用変速機での使用が最も知られている。前輪駆動への移行に伴い、副軸の使用はまれになってきている。
「入力軸」（driving shaft）は変速機に動力を入力する。「出力軸」（driven shaft）は変速機から動力を取り出す。副軸を用いた自動車用変速機では、二つの軸は後輪駆動車での使用に便利なように変速機の対抗する側に位置しているが、他の駆動レイアウトでは不利な点となる。
一般的な変速機の場合、副軸に取り付けられた歯車群は固定軸上で自由に回転するか、ベアリングで回転する軸に固定されていてもよい。共有軸上に複数の群が存在する場合は、それぞれは相互に自由に回転することができる。

## 起源
「副軸」という用語は水車小屋の機構に由来する。副軸とは wallower（水車によって高速に回転する小さな平歯車）に接続された歯車を保持する軸であり、石臼を動かす任意の「直立した軸」である。副軸という用語は、風車と水車の両方で水車大工によっても使われており、メインの粉挽き機ではなく、袋を釣り上げるための二次的な機構の軸として使われている。
「副軸」という用語はバックギア旋盤でも使われている。これらの旋盤は、通常のベルト駆動に加えて、低速機構を備えている。これは主軸台の後ろの副軸に2つの歯車を備え、二重減速歯車を提供している。

## 自動車のマニュアルトランスミッション
後輪駆動車の一般的なマニュアルトランスミッションでは、ドライブシャフト（入力）はドリブンシャフト（出力）と同軸に並んでいるが、常に接続されているわけではない。
ドライブシャフト上の減速ギアが副軸を駆動する。自動車のトランスミッションでは「カウンターシャフト」という用語も用いられる。副軸上のいくつかの歯車は、一度に一つずつドリブンシャフトに接続することができる。これらの歯車のそれぞれを順番に選択すると、変速機のさまざまな変速比を得ることができる。これらの全てのギア比は全て減速ギアであり、エンジンのクランクシャフトの回転数は、後車軸のファイナルドライブへの入力回転数よりも高くなっている。
初期の変速機は摺動歯車を用いて駆動の接続および切断を行なっていた。これは操作が難しく、歯車の作動面にも傷がつきやすかった。初期の改善点としては、歯車を都度噛み合わせる代わりに、それとは別のドッグクラッチを使用して、歯車自体を常時噛合い（コンスタントメッシュ）とすることだった。その後の、そしてより段階的な開発によってシンクロメッシュが導入された。これは確動ドッグクラッチに加えた、全金属製の摩擦クラッチであり、ドッグクラッチが接続される前に歯車を徐々に接続して速度を一致させるものである。
変速機のトップギアはこれらの歯車を使わず、別のドッグクラッチを用いてドリブンシャフトを直接ドライブシャフトに結合することによって実現される。これによって「直接駆動」のトップギアが得られ、巡航色度での効率と静粛性の両方にメリットがある。典型的な変速機ではそれぞれの歯車で2%の損失があったため、2組の歯車を介した中間速では損失が4%となるが、直接駆動のトップギアでは0%に近づいている。トップギアは歯車を介してトルクを伝達しないため、静粛性でも優れている。
理論的にはオーバードライブ（オーバートップ）ギアを用意することも可能であるが、これは他のギアとはことなり減速ではなく増速ギアを用意する必要がある。この場合、直接駆動のギアは高速側から2番目か3番目のギアとなる。この配置は初期の自動車でも採用されてはいたが、当時は珍しいものだった。後輪駆動車にオーバードライブが装備されている場合、ほとんどの場合は変速機の出力軸に別のオーバードライブよう変速機を追加することで実現される。
変速機のレイアウトの都合で、副軸は通常は他の軸の下にある変速機のケーシングの下側に取り付けられている。変速レバーはケーシングの上部から入るため、ドッグクラッチの摺動部分は副軸ではなくドリブンシャフトに取り付けられることが多い。副軸の歯車群は多くの場合、一般的には固定された鋼製の軸上に軸受で保持されて回転する鋳鉄製の単純な一体部品である。軸受はリン青銅のブッシュによる平軸受か、高負荷の場合はニードルローラーベアリングが使用されることもある。
6速以上の変速比を提供する場合、副軸には3つ以上の歯車群が必要となる。変速機を細長くせずにコンパクトに保つために、これらの変速機では副軸を2本使用する場合がある。これには副軸ごとに追加のドリブンギアが必要となるが、それ以外の機構は単副軸のものに類似している。複数の副軸の使用はマルチクラッチ変速機へと発展し、一部のバスで使用されている。各変速比ごとに個別の副軸があり、ドッグクラッチではなく個々の平板クラッチないし油圧クラッチを使用してギアを選択する。
産業用車両がウィンチや油圧ポンプを駆動するためなどにパワーテイクオフが必要な場合、ドライブトレインですでに使用されているメインシャフトよりもアクセスしやすいことから、副軸の一端から駆動されることが多い。

### 全間接式変速機

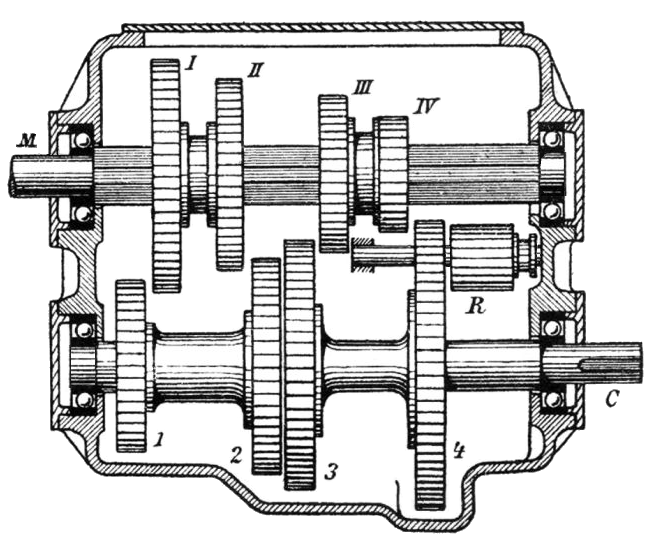
1911年以前の初期の全間接式変速機

変速機の中には副軸を使用せずに、全てを間接歯車でまかなっているものもある。
全間接式は直接駆動のトップギアの利点が認識される前の、非常に初期の自動車に使用されていた。当時はまだ、変速操作はメッシュの中と外に歯車を摺動させることで行われていた。ドッグクラッチが使用されるようになると、直接駆動トップギアの利点がすぐに認識された。

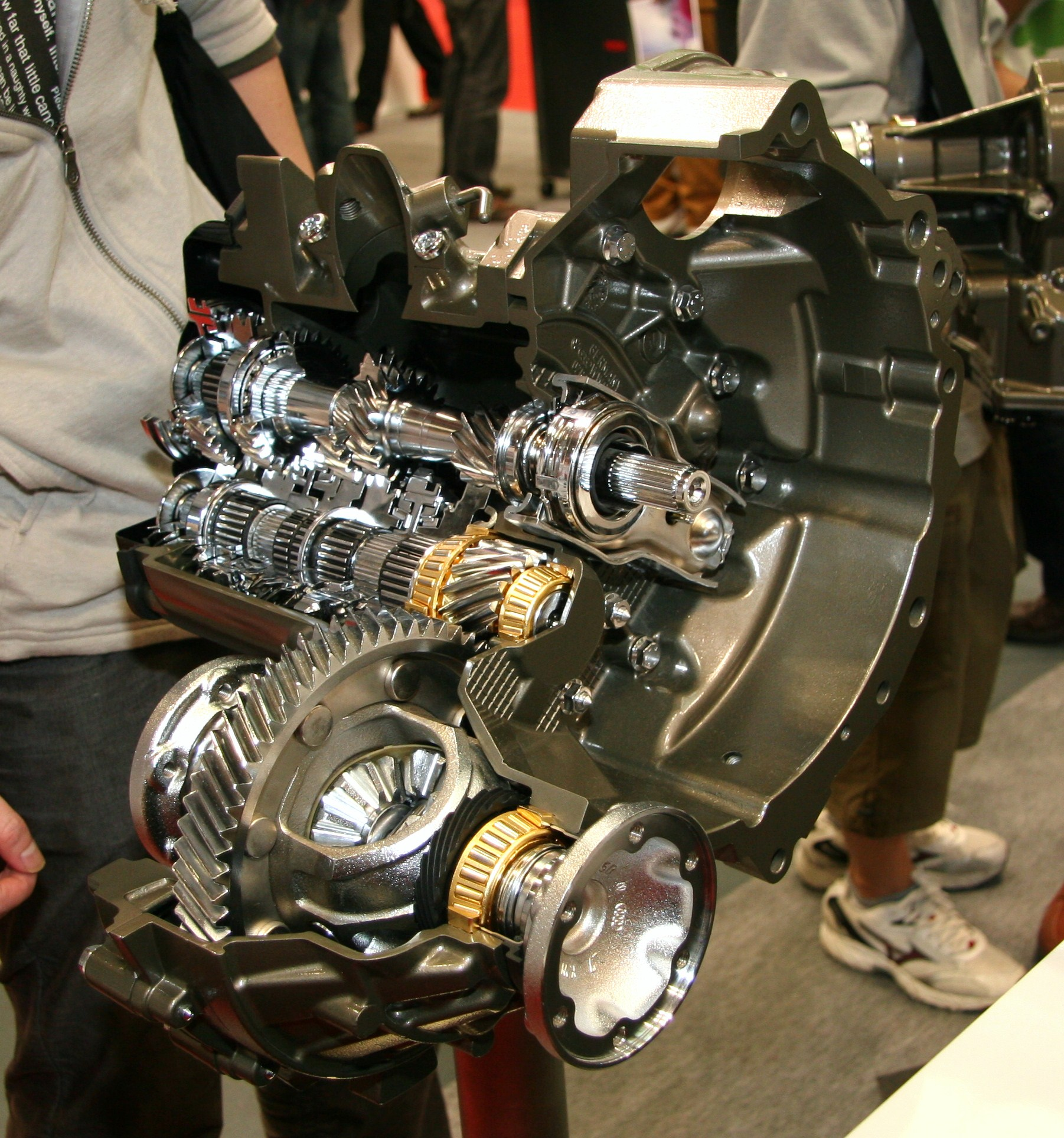
最終的な出力をセカンダリーシャフトから取り出す、前輪駆動の全間接式手動変速機

1960年代からの前輪駆動の普及に伴い、全間接式変速機が一般的になった。これは2本の軸のオフセット配置が副軸式変速機のインライン配置よりも便利な横置きのエンジンレイアウトと、フォルクスワーゲン・ビートルや多くのルノー車などに使われた縦置きトランスアクスルレイアウトで使用されたが、変速機の同じ側にドライブシャフトとドリブンシャフトの両方があることが求められた。
直接駆動のトップギアが使えないことは、巡航時の損失0%が実現できなくなるが、他のギアでの損失が4%から2%に減少することで補われている。騒音については、より静かで効率的な歯車形状を提供する最新の冶金学と工作精度によって低減されている。
全間接式変速機の場合、変速機の効率は全てのギア比で一定なので、直接駆動ないし1:1変速比でなくなった場合でもオーバードライブトップギアを備える利点がある。このような機能を提供した最初の大衆車はフォルクスワーゲン・ポロと、経済的なオーバードライブを示すエコノミーの'-E'を謳った Formel E だった。